# Skatteøen (film fra 1971)
 For alternative betydninger, se Skatteøen (flertydig). (Se også artikler, som begynder med Skatteøen)
Skatteøen (russisk: Остров сокровищ) er en sovjetisk spillefilm fra 1971 af Jevgenij Fridman.

## Medvirkende
- Boris Andrejev som John Silver
- Aare Laanemets som Jim Hawkins
- Laimonas Noreika som Dr. David Livesey
- Algimantas Masiulis som John Trelawney
- Juozas Urmanavicius som Alexander Smollett